# 1389 (Неће Фата сина Бајазита)
1389 (Неће Фата сина Бајазита) је рок песма југословенске и српске музичке групе Алиса. 

## Опште информације
Вокал на песми био је Мирослав Живановић Пиле, а на њој гостује и гуслар Јова Вујучић. Песма је објављена први пут 1987. године на албуму Да ли си чула песму уморних славуја  на винилу и аудио касети. Текст за песму написао је Јован Стојиљковић, Живановић је радио аранжман, а продуцирао ју је Саша Хабић. Снимљена је у студију „Пет” ПГП РТБ-а.
1389 (Неће Фата сина Бајазита) једна је од најпознатијих песама групе Алиса, а њен фронтмен Мирослав Живановић Пиле истакао је да им је она замало уништила каријеру након што ју је Алиса одсвирала у дворани Зетра у Сарајеву.
Песма се појавила у новој верзији на дуплом компилацијском албуму бенда Алиса под називом Најбоље из земље чуда, који је објављен 2022. године.